# Pfeiffera crenata
Pfeiffera crenata är en kaktusväxtart som först beskrevs av Nathaniel Lord Britton, och fick sitt nu gällande namn av Paul V. Heath. Pfeiffera crenata ingår i släktet Pfeiffera och familjen kaktusväxter. Inga underarter finns listade i Catalogue of Life.